# Jungle Fight 87
Jungle Fight 87 foi um evento de artes marciais mistas promovido pelo Jungle Fight, que ocorreu em 21 de maio de 2016, em São Paulo, São Paulo. O público que lotou o Ibirapuera na noite deste sábado chuvoso em São Paulo acompanhou excelentes combates na edição 87 do Jungle Fight. Os confrontos corresponderam às expectativas e o evento sagrou três campeões da organização. Na luta principal, Bruno Cappelozza e Klidson de Abreu duelaram pelo cinturão dos meio-pesados.Polyana Viana não tomou conhecimento da paranaense Debora Dias e dominou sua adversária por completo.Foi a primeira defesa de cinturão da mãe de Deivid, que só quer saber de voltar para casa e rever seu filho. “Agradeço a Deus, que é a base de tudo, depois a toda minha equipe. Agora quero voltar para casa e curtir meu filho. Estou morrendo de saudades”. Disse Polyana, que agora tem oito vitórias e uma derrota em seu cartel..Paulo Henrique Borrachinha é o novo detentor do cinturão dos médios (84 kg), o lutador derrotou Eduardo Camelo por finalização no final do primeiro round., Eduardo Camelo aceitou o desafio de lutar em uma categoria acima da sua.Após a luta, o presidente do Jungle Fight, Walid Ismail, garantiu a Camelo a chance de disputar o cinturão em sua categoria..

## Ligações Externas
1. ↑  novo campeão dos Meio Pesados do Jungle Fight
2. ↑   permaneceu campeã dos Pesos Palhas do Jungle Fight
3. ↑  cinturão Interino Pesos Médios
4. ↑  triplo 30-27
5. ↑  30-27 30-28 30-27
6. ↑  triplo 29-28
7. ↑  30-27 28-29 28-29
8. ↑  28-29 29-28 29-28